# Малопобиванский сельский совет
Малопобиванский сельский совет (укр. Малопобиванська сільська рада) — входит в состав
Гадячского района
Полтавской области
Украины.
Административный центр сельского совета находится в 
с. Малая Побиванка.

## Населённые пункты совета
- с. Малая Побиванка
- с. Глубокая Долина
- с. Пирятинщина

## Ликвидированные населённые пункты совета
- с. Рудка-Степь